# Era de Francia
Na história da República Dominicana, o período da Era de Francia ("Era da França") ocorreu em 1795, quando a França adquiriu a Capitania-Geral de São Domingos (colônia espanhola; atual República Dominicana), a anexou com a sua colônia de São Domingos (atual Haiti) e brevemente veio a possuir toda a ilha de Hispaniola pelo Tratado de Basileia, permitindo que a Espanha cedesse a colônia oriental como consequência das guerras revolucionárias francesas. Na época, os escravos liderados por Toussaint Louverture em São Domingos (colônia ocidental) estavam em revolta contra a França. Em 1801, Toussaint Louverture chegou a Santo Domingo, proclamando a abolição da escravatura, em nome da República Francesa e, em seguida capturou Santo Domingo dos franceses e assumiu o controle de toda a ilha.
Durante este período, foi também referido como o Santo Domingo Francês.

## Governadores (1801-1809)
- 1801-1802: Toussaint Louverture
- 1802-1803: Antoine Nicolas Kerverseau
- 1803-1808: Louis Marie Ferrand
- 1808-1809: L. Dubarquier